# سينكدوكي (نيويورك) (فلم)
سينكدوكي، نيويورك (بالإنجليزية: Synecdoche, New York) هو فيلم سينمائي أمريكي من تأليف وإخراج تشارلي كوفمان في أول تجربة إخراج له، الفيلم إنتاج 2008، وبطولة فيليب سيمور هوفمان وكاثرين كينر.

## وصلات خارجية
- مقالات تستعمل روابط فنية بلا صلة مع ويكي بيانات

1. ↑  "معلومات عن سينكدوكي (نيويورك) (فيلم) على موقع allcinema.net". allcinema.net. مؤرشف من الأصل في 2017-10-12.
2. ↑  "معلومات عن سينكدوكي (نيويورك) (فيلم) على موقع filmaffinity.com". filmaffinity.com. مؤرشف من الأصل في 2019-07-17.
3. ↑  "معلومات عن سينكدوكي (نيويورك) (فيلم) على موقع elonet.fi". elonet.fi. مؤرشف من الأصل في 2017-05-11.